# Bánffy Izabella
Losonczi Bánffy Izabella (más helyen Bánffy Ágnes) (1640 körül – 1680 körül) báró Bánffy Zsigmond és Kendeffy Anna leánya, 1660-ban Erdély fejedelemasszonya.

## Élete
1660-ban a segesvári országgyűlés idején kötött házasságot Barcsay Ákos fejedelemmel, aki az előző évben temette el első feleségét, Szalánczy Erzsébetet. Házasságuk alig egy évig tartott. Barcsay 1660 végén országgyűlést hívott össze, ahol december 31-én Kemény János javára lemondott a fejedelemségről. Kemény azonban azzal az ürüggyel, hogy a törökök ne találjanak támogatókra, Barcsayt 1661 júliusában elfogatta és kivégeztette. Az özvegyen maradt fiatalasszony egy évvel később Rhédey László előbb máramarosi főispán, majd váradi főkapitány felesége lett. Esküvőjüket 1662. március 29-én tartották. 1664-ben másodszor is özvegyen maradt, és Kapy György hunyadi főispánhoz ment feleségül.